# Pazardžik
Pazardžik (bugarski: Пазарджик) grad je u južnoj Bugarskoj. Administrativno je središte istoimene oblasti Pazardžik.

## Zemljopisne osobine
Grad Pazardžik se nalazi u južnom dijelu Bugarske. Od glavnog grada Sofije udaljen je oko 140 km, a najbliži veći grad je Plovdiv, udaljen svega 36 km od Pazardžika.
Grad leži na obalama rijeke Marice, na mjestu gdje ona prestaje biti planinska rijeka (u svom gornjem toku ona teče po planinskom masivu Rodopa) te postaje ravničarska, jer od Pazardžika teče kroz Tračku ravnicu. Planinski masiv Rodopa uzdiže se strmo južno od grada, dok sa sjevera grad okružuje Srednja gora.
Klima u gradu je umjereno kontinentalna s utjecajem Sredozemlja, tako da su ljeta u gradu izuzetno vruća i suha.

## Povijest
Širi teritorij grada Pazardžika bio je naseljen već od antike. Krajem 14. stoljeća ovim područjem zagospodarili su Turci. Oni su 1485. osnovali na lijevoj obali Marice tatarsko naselje Tatar Pazarcιk (pazar na turskom znači trgovište) kao usputnu stanicu i trgovište na važnom prometnom pravcu Carigrad - Sofija - Niš.
Ruska vojska je pod vodsvom kneza Nikolaja Kamenskog zauzela Pazardžik nakon kratke opsade 1810. Sredinom 19. stoljeća Pazardžik se razvio u obrtnički i sajmišni grad (s dva godišnja sajma) i narastao na 25.000 stanovnika.
Za vrijeme rata za oslobođenje Bugarske 1877. – 1878., grad su pro povlačenju spalile osmanske snage. Grad su oslobodile snage ruskog generala Josifa Vladimiroviča Gurkova 2. siječnja 1878. Nakon oslobođenja, grad se proširio i na desnu obalu rijeke Marice.
Od 1885. godine Pazardžik je ušao u sastav bugarske države. Od tada se grad ubrzano razvijao (industrija, školstvo, infrastruktura).

## Vanjske poveznice
- Općina Pazardžik (bug.) (engl.)